# Col de Valsorey
Il Col de Valsorey (pron. fr. AFI: [kɔl də valsɔʁɛj]; 3.106 m s.l.m.) è un valico alpino tra l'Italia (Valle d'Aosta) e la Svizzera (Canton Vallese) nelle Alpi Pennine.

## Caratteristiche

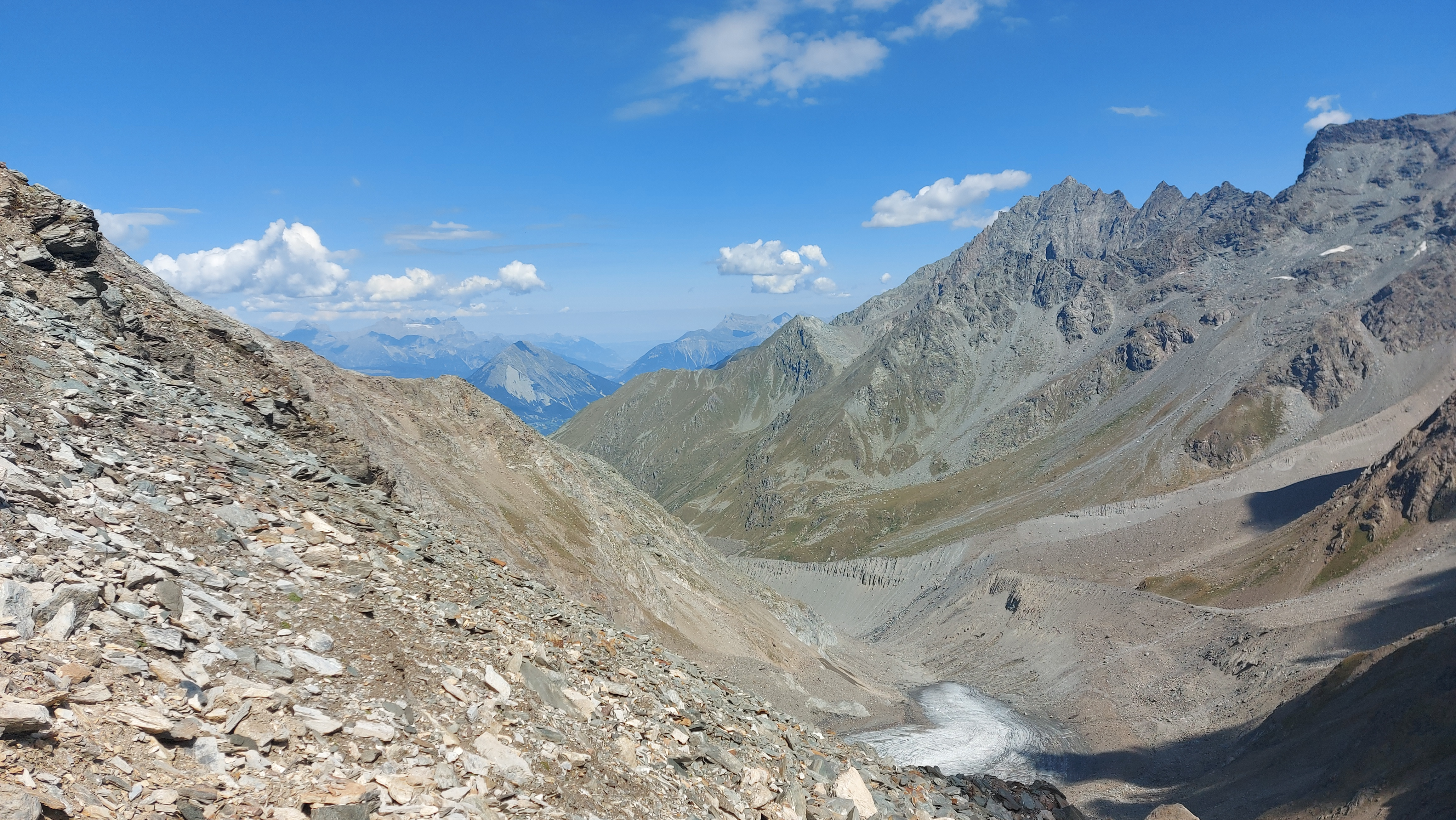
Visione dal colle verso la Svizzera. Di fronte la Grande Aiguille ed in basso il ghiacciaio di Valsorey.

Il valico si trova lungo la via normale italiana di salita al monte Vélan.

## Accesso
Dal versante italiano il valico è raggiungibile partendo da Glassier, località di Ollomont e passando per il bivacco Rosazza al Savoie.